# 에닉스
주식회사 에닉스(일본어: 株式会社エニックス 에닛쿠스[*], 영어: ENIX Corporation)는 일본에 존재했던 비디오 게임 배급사이다. 대표작으로 《드래곤 퀘스트》를 발매했던 회사로, 그 외에 만화, 애니메니션 또한 배급했다.
에닉스는 1975년 9월 22일 후쿠시마 야스히로가 창립했다. 2003년 4월 1일에 경쟁사였던 스퀘어와 합병하여 주식회사 스퀘어 에닉스가 되었다.

## 역사
1975년 9월 후쿠시마 야스히로가 영단사 채용 서비스 센터로 창업하였다. 우여곡절 끝에 1982년 자회사로 에닉스를 설립하고 컴퓨터 소프트웨어 업계에 진출했다. 대대적인 프로그램 경연 대회를 열고 이듬해 1983년에 한꺼번에 13개 소프트를 발매한 것으로 일약 지명도를 올린다.
1985년 7월에 가정용 게임기 시장에 진출했다. 1988년에 발매한 《드래곤 퀘스트 3 그리고 전설로...》는 사회현상이라고 불릴 정도로 히트하였으며, 에닉스는 게임 메이커로서의 지위를 확고히했다. 또한, 회사는 《드래곤 퀘스트 시리즈》 전문 부서인 드래곤 퀘스트과가 존재했다.
1990년 수익의 안정을 도모하기 위해 출판 사업에 진출했다. 이듬해 1991년에 창간한 《월간 소년 간간》은 일정한 성공 이후 많은 파생 잡지를 낳았다.
에닉스는 세계 최초의 범용 디지털 컴퓨터로 불리는 에니악(ENIAC)과 불사조를 의미하는 피닉스(PHOENIX)를 맞춘 조어이다. 위의 프로그램 경연 이후 주로 대회에서 신인을 발굴하기 위하여 정기적으로 게임 대회가 열리고 있었다. 이 노선은 출판 사업에 진출했을 때에도 답습되어 많은 신인을 발굴하고있다. 스퀘어와 합병되어 스퀘어 에닉스가 된 지금도 구 에닉스 계의 흐름을 이어받은 작품의 개발은 외부에 위탁되어 있다.
2002년 11월 26일에 스퀘어와의 합병 계약이 체결되었으며, 2003년 1월 10일에 스퀘어 대주주 미야모토 마사시가 합병 비율에 불만을 갖고 있다는 보도가 이루어, 1월 14일에 합병 비율이 에닉스 1: 스퀘어 0.81에서 에닉스 1: 스퀘어 0.85으로 변경되었다.